# Nexo
Nexo ist eine 2018 gegründete Handelsplattform für Kryptowährungen.
Nexo wurde 2018 u. a. von Antoni Trenchev gegründet. Während die Muttergesellschaft Nexo Capital ihren Sitz auf den Cayman-Inseln hat, ist das Unternehmen nach eigenen Angaben in über 200 Ländern aktiv und hat über 7 Millionen Kunden. 2022 wurde die Investment-Tochter Nexo Ventures gegründet, welche über 60 Unternehmen umfasst.

## Produkte

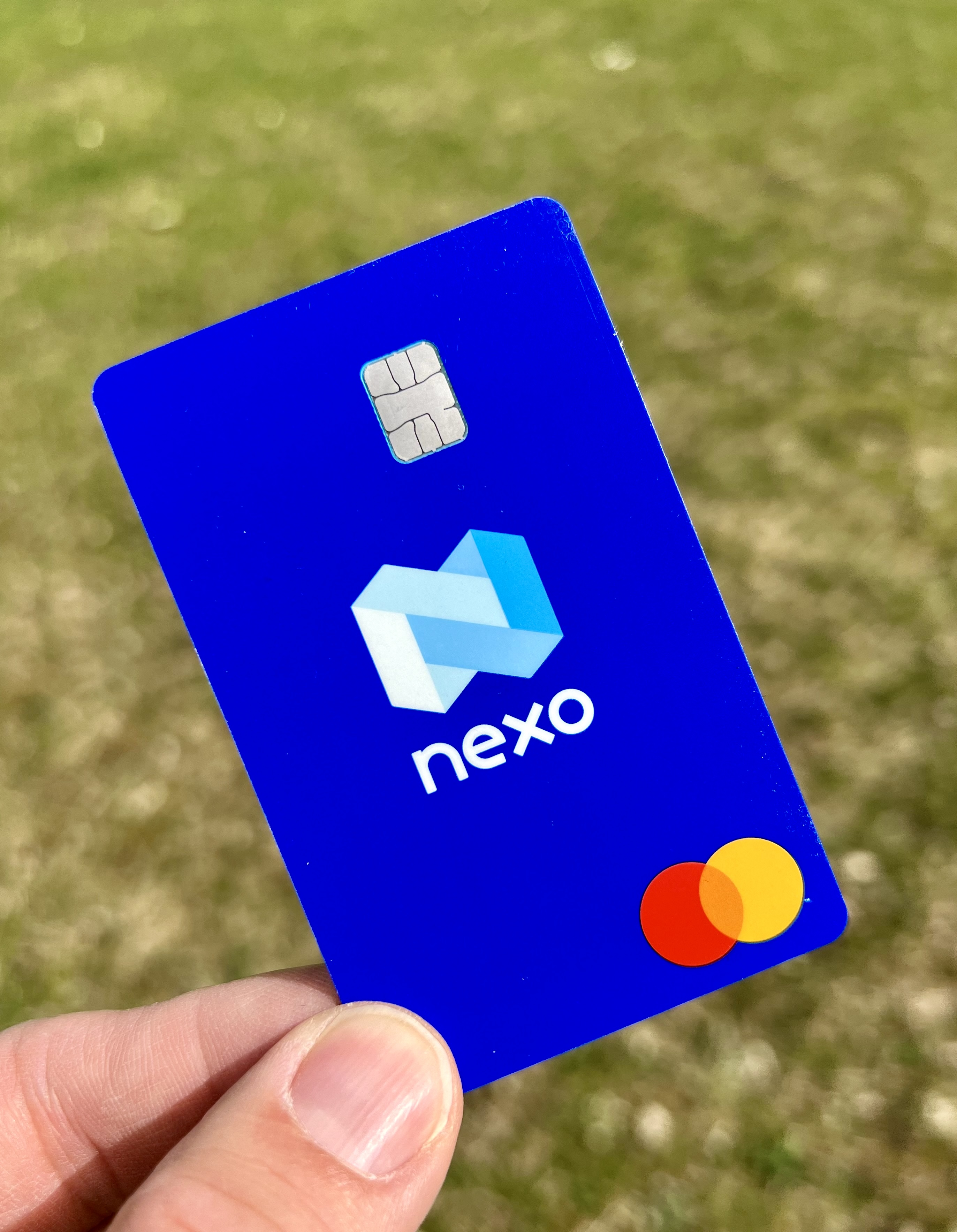
Nexo-Kreditkarte

Das Unternehmen bietet den Handel mit über 60 Kryptowährungen an. Darüber hinaus können Darlehen auf Kryptowährungen genommen werden. Eine in Kooperation mit Mastercard herausgegebene Kreditkarte kann im Debit- wie auch im Kreditkarten-Modus verwendet werden. In ersterem Fall werden die Kryptowährungen verkauft, in letzterem Fall beliehen. Die Verrechnung erfolgt teilweise im Platform-eigenen Nexo Token. Es handelt sich dabei um einen ERC-20 Token auf Ethereum.

## Juristische Auseinandersetzungen
2022 reichten acht US-Bundesstaaten Klagen gegen Nexo ein, da das Unternehmen nicht über eine notwendige Zulassung in den USA verfüge. Das Unternehmen willigte in Strafzahlungen von insgesamt 45 Millionen US-Dollar ein und zog sich aus dem amerikanischen Markt zurück.
Im Januar 2023 wurden Objekte des Unternehmens in Sofia von Bulgarischen Behörden durchsucht, das Verfahren jedoch Ende 2023 eingestellt. Nexo verklagte die Republik Bulgarien daraufhin auf 3 Milliarden Dollar Schadensersatz.

## Rebranding zur "Premier Digital Assets Wealth Platform" und Fokussierung auf vermögende Kunden
Am 31. Oktober 2024 kündigte Nexo an, sich zu einer "Erstklassigen Vermögensverwaltungsplattform für digitale Vermögenswerte" (Premier Digital Assets Wealth Platform) weiterentwickeln zu wollen.
Damit einhergehend wurde die Verfügbarkeit einiger Features, wie Zinseinkünfte auf Kryptoassets oder der Verzicht auf Gebühren bei der Einzahlung von Fiat-Währung von strikten Rahmenbedingungen abhängig gemacht, die vorher nicht bestanden hatten. Die Änderungen sind ab 22. Februar 2025 für alle Kunden wirksam.